# Museo de Montparnasse
El Museo de Montparnasse, (Musée du Montparnasse en francés) es un museo situado en el 21 Avenue du Maine, en el barrio de Montparnasse, en París, Francia.
Abrió sus puertas el 28 de mayo de 1998. Situado en el un edificio de 1900 que ocupó el antiguo estudio de la pintora rusa Marie Vassilieff (1885-1957). Fue fundado por Roger Pic y Jean-Marie Drot y está impulsado por una asociación sin fines de lucro, llamada Amigos del Museo de Montparnasse  (Les amis du musée de Montparnasse).
El museo ofrece a los visitantes la historia de gran cantidad de artistas que llegaron de todo el mundo para vivir y trabajar en Montparnasse desde principios del siglo XX. Presenta exposiciones temporales de obras de artistas de Montparnasse, del pasado y el presente.
Durante años, tanto antes como durante la Primera Guerra Mundial, Marie Vassilieff abrió las puertas de su casa que funcionó como un club privado que sirvió como un comedor para los artistas, ofreciendo los precios más ajustados a pintores como Amedeo Modigliani, Chaïm Soutine, Pablo Picasso, entre otros.
En poco tiempo se convirtió en el lugar de reunión para muchos otros de la zona y, en 1913, la cantina Vassilieff era tan conocida como la pintora. El escultor y cineasta, Fernand Léger impartió en esta casa dos conferencias sobre arte moderno.
Hoy en día, como parte de un programa de afiliación, el Musée du Montparnasse ofrece una vez al mes reunión nocturna, donde los asociados se reúnen para disfrutar de una variedad de eventos culturales. 

## Obra expuesta
- El museo presenta una exposición permanente de Marie Vassilieff  (Мария Васильева)

- Obras de Edgar Stoëbel

## Informaciones útiles
El museo está ubicado en el distrito XV de París, en la dirección: 21 avenue du Maine, 75015 París.
El museo está abierto de martes a domingos de 12:30 a 19:00 horas.